# Pietrzykowo, Zachodniopomorskie
Pietrzykowo [pjɛtʂɨˈkɔvɔ] là một ngôi làng ở quận hành chính của Gmina Szczecinek, thuộc huyện Szczecinecki, Zachodniopomorskie, ở tây bắc Ba Lan. Nó nằm khoảng 20 kilômét (12 mi) phía bắc Szczecinek và 147 km (91 mi) về phía đông của thủ đô khu vực Szczecin.
Trước năm 1945, khu vực này là một phần của Đức. Đối với lịch sử của khu vực, xem Lịch sử của Pomerania.
Làng có dân số 40 người.